# Pegam
Pegam (hangul: 백암군, Pegam-kun, handzsa: 白岩郡, RR: Paegam-kun, ’fehér orom’) megye Észak-Koreában Rjanggang (Ryanggang) tartományban.

## Földrajza
Északról Tehongdan (Taehongdan) megye, nyugati irányból Pocshon (Poch'ŏn) és Unhung (Unhŭng) megyék, keleti irányból Észak-Hamgjong (Hamgyong) tartomány (Jonsza (Yŏnsa), Orang (Ŏrang) és Kildzsu (Kilju) megyék) déli irányból pedig Dél-Hamgjong (Hamgyŏng) tartomány (Tancshon (Tanch'ŏn)).
Legmagasabb pontja a 2332 méteres Kveszangbong (궤상봉; 櫃上峯, Kwesangbong), legalacsonyabb pedig Janggok-ri (Yanggok-ri), amely 850 méter magasságban helyezkedik el.
Legmagasabb pontjai:
- Kvanggjebong (Kwanggyebong) (관계봉; 1927 m)
- Csonghabong (Chŏnghabong) (정하봉; 1753 m)
- Amuszan (Amusan) (아무산; 1676 m)
- Nurunbong (Nurŭnbong) (누른봉; 2033 m)
- Pekszabong (Paeksabong) (백사봉; 2102 m)
- Tegakpong (Taegakpong) (대각봉; 2121 m)
- Turjuszan (Turyusan) (두류산; 2309 m)
- Tedokszan (Taedŏksan) (대덕산; 2174 m)
- Kveszangbong (Kwesangbong) (궤상봉; 2332 m)
- Kveszangbong (Kwaesangbong) (괘상봉; 2140 m)
- Manduszan (Mandusan) (만두산; 2009 m)

## Közigazgatása
1 községből (up (ŭp)) 4 faluból (ri (ri)) és 19 munkásnegyedből (rodongdzsagu (rodongjagu)) áll:
| - Pegam-up (백암읍; 白岩邑, Paegam-ŭp) - Hvangtho-ri (황토리; 黃土里, Hwangt'o-ri) - Szangdam-ri (상담리; 上潭里, Sangdam-ri) - Szodu-ri (서두리; 西頭里, Sŏdu-ri) - Janggok-ri (양곡리; 陽谷里, Yanggok-ri) - Juphjong-rodongdzsagu (유평로동자구; 楡坪勞動者區, Yup'yŏng-rodongjagu) - Tongnim-rodongdzsagu (덕립로동자구; 德立勞動者區, Tŏkrip-rodongjagu) - Tonggje-rodongdzsagu (동계로동자구; 東溪勞動者區, Tonggye-rodongjagu) - Pegam-rodongdzsagu (백암로동자구; 白岩勞動者區, Paegam-rodongjagu) - Pakcshon-rodongdzsagu (박천로동자구; 博川勞動者區, Pakch'ŏn-rodongjagu) - Szanjang-rodongdzsagu (산양로동자구; 山羊勞動者區, Sanyang-rodongjagu) - Janghung-rodongdzsagu (양흥로동자구; 陽興勞動者區, Yanghŭng-rodongjagu) | - Cshonszu-rodongdzsagu (천수로동자구; 天水勞動者區, Ch'ŏnsu-rodongjagu) - Tethek-rodongdzsagu (대택로동자구; 大澤勞動者區, Taet'aek-rodongjagu) - Vonbong-rodongdzsagu (원봉로동자구; 円峰勞動者區, Wonbong-rodongjagu) - Szebong-rodongdzsagu (세봉로동자구; 3峯勞動者區, Sebong-rodongjagu) - Szamszuphjong-rodongdzsagu (삼수평로동자구; 三水坪勞動者區, Samsup'yŏng-rodongjagu) - Kvangdok-rodongdzsagu (광덕로동자구; 廣德勞動者區, Kwangdŏk-rodongjagu) - Puhung-rodongdzsagu (부흥로동자구; 復興勞動者區, Puhŭng-rodongjagu) - Csungszan-rodongdzsagu (증산로동자구; 甑山勞動者區, Chŭngsan-rodongjagu) - Sivolsiboil-rodongdzsagu (10월15일로동자구; 10月15日勞動者區, Siwolsiboil-rodongjagu) - Undok-rodongdzsagu (은덕로동자구; 恩德勞動者區, Ŭndŏk-rodongjagu) - Okcshon-rodongdzsagu (옥천로동자구; 玉川勞動者區, Okch'ŏn-rodongjagu) - Cshongbong-rodongdzsagu (청봉로동자구; 靑峰勞動者區, Ch'ŏngbong-rodongjagu) |

## Gazdaság
Pegam (Paegam) gazdasága jórészt erdőgazdálkodásból, és földművelésből áll. Rjanggang (Ryanggang) tartomány legnagyobb erdei itt találhatók. A földeken burgonyát, búzát, árpát és szóját termesztenek, a megye főként szószokat, és sört állít elő. Az állattartás is jellemző itt; sertést, marhát, szárnyasokat és nyulakat tenyésztenek a megyében.

## Oktatás
A megyében egy szakközépiskola, 34 középiskola, 39 általános iskola, illetve számos kollégium található.

## Egészségügy
Pegam (Paegam) megye 8 kórházzal és 30 orvosi rendelővel rendelkezik.

## Közlekedés
Pegam (Paegam) megyét Pektuszan cshongnjon (Paektusan chŏngnyŏn) és Pengmu (Paengmu) vasútvonalak révén lehet megközelíteni.